# CCTV-4
CCTV-4 is de vierde zender van de Chinese staatstelevisie CCTV. Het is ook de internationale zender van CCTV, die in bijna elk land op de wereld via de satelliet te ontvangen is. De zender zendt uit in het Standaardmandarijn. CCTV-4 heeft door tijdsverschil in de wereld, de programmering van programma's in drie hoofdgebieden verdeeld: CCTV-4 Azië, CCTV-4 Amerika en CCTV-4 Europa. In Hongkong staat deze zender onder de naam aTV7 van HKATV. De zender is ook in HD beschikbaar.
Andere CCTV-zenders die internationaal worden uitgezonden zijn CCTV-9 en CCTV-E&F.

## Geschiedenis
De zender was geopend op de nationale feestdag van Volksrepubliek China. Rond 2003 was de voertaal op de zender: Standaardmandarijn, Standaardkantonees, Standaardhakka, Minnan en Engels. Om de zender aantrekkelijk te maken op het eiland Taiwan. Tegenwoordig is de voertaal alleen nog het Standaardmandarijn en het Minnan.

## Programma's
CCTV-4 heeft series die vooral betrekking hebben op de Chinese geschiedenis, Chinese geschiedenisprogramma's, Chinese cultuurprogramma's en Chinees nieuws. Daarom heeft CCTV-4 een sterk nationalistisch tintje. Het nieuws wordt net als alle andere Chinees nieuws gecensureerd.
De zender promoot tevens traditionele Chinese geneeskunde, Chinese cultuur en Chinese geschiedenis.

## CCTV-4-kijkers
De meeste kijkers wonen in Volksrepubliek China. Slechts een klein deel van de bevolking van Hongkong, Macau en Taiwan kijkt naar deze zender, aangezien het veelal om Chinees nieuws gaat.
Veel Chinese emigranten kijken in het buitenland via de satellietontvanger of satellietschotel naar deze staatszender, vooral omdat het gratis te ontvangen is.